# Hypoestes cochlearia
Hypoestes cochlearia är en akantusväxtart som beskrevs av Raymond Benoist. Hypoestes cochlearia ingår i släktet Hypoestes och familjen akantusväxter. Inga underarter finns listade i Catalogue of Life.